# Áyios Stéfanos (ort i Grekland)
Áyios Stéfanos (Agios Stefanos, Nezeros) är en ort i Grekland.   Den ligger i prefekturen Fthiotis och regionen Grekiska fastlandet, i den centrala delen av landet, 170 km nordväst om huvudstaden Aten. Áyios Stéfanos ligger 544 meter över havet och antalet invånare är 312.
Terrängen runt Áyios Stéfanos är huvudsakligen kuperad, men åt nordost är den platt. Runt Áyios Stéfanos är det ganska tätbefolkat, med 155 invånare per kvadratkilometer. Närmaste större samhälle är Omvriakí, 8,7 km norr om Áyios Stéfanos. == Kommentarer ==
1. ↑  Framräknat ur variansen i alla höjduppgifter (DEM 3") från Viewfinder Panoramas, inom 10 km radie.[2] Mer om algoritmen finns här: Användare:Lsjbot/Algoritmer.